# 김창식효자문
김창식효자문은 충청북도 음성군 원남면에 있다. 2001년 12월 7일 음성군의 향토문화유적 제11호로 지정되었다.

## 개요
이 효자문은 김창식의 효행을 기리기 위하여 1924년에 건립한 효자문으로, 정면 1칸, 측면 1칸의 팔작지붕 목조기와집이다.